# 나탈리아 레예스
나탈리아 레예스(스페인어: Natalia Reyes, 1987년 2월 6일 ~ )는 콜롬비아 출신의 배우이다. 2019년 《터미네이터: 다크 페이트》에서 평범한 여자 대니 역으로 출연하면서 알려졌다. 그녀는 1987년에 보고타에서 태어났고, 9살 때 음악극단 '클라라루나'에 들어가서 연기를 꿈꾸었다. 대학에서 연기를 전공하고 작품 활동을 시작했다.

## 작품 목록
- 터미네이터: 다크 페이트 - 다니엘라 "다니" 라모스 역